# مترويد برايم 3: كوربشن
مترويد برايم 3: كوربشن (بالإنجليزية: Metroid Prime 3: Corruption)‏ هي لعبة أكشن-مغامرات طورتها ريترو ستوديوز ونشرتها نينتندو لمشغل ألعاب الفيديو وي. تعتبر اللعبة السابعة في سلسلة مترويد، والثالثة في سلسلة مترويد برايم الفرعية. صدرت في أمريكا الشمالية وأوروبا في عام 2007 وفي اليابان في العام التالي.

## ملخص

### المقدمة
تقع الأحداث في مترويد برايم 3: كوربشن بعد ستة أشهر من مترويد برايم 2: إكوز. بطلة اللعبة، ساموس أران، هي صيادة جوائز تم توظيفه لمساعدة اتحاد المجرة أثناء صراعه المستمر مع قراصنة الفضاء. بعد مواجهة الهزيمة الأولية على كوكب زيبس خلال أحداث مترويد الأولى، سعى قراصنة الفضاء لاكتساب القوة باستخدام مطفر تم اكتشافه حديثًا يسمى فازون. ومع ذلك، تمكنت ساموس من تعطيل عملياتهم في جميع أجزاء ثلاثية برايم، في حين صادر اتحاد المجرات وأعاد استخدام أسلحة فازون الخاصة بهم.
تركت عملية قراصنة الفضاء في حالة من الفوضى بعد الهزيمة في مترويد برايم 2: إكوز. لقد واجهوا عن غير قصد دارك ساموس، النسخة الشريرة لساموس، أثناء محاولتهم حصاد فازون. تقضي دارك ساموس على ثلث قواتهم بينما يصبح قراصنة الفضاء المتبقين خدام لدارك ساموس. تسعى قواتهم المشتركة إلى إفساد الكون عن طريق فازون من خلال تنفيذ سلسلة من الهجمات المنهجية أولاً على ثلاثة كواكب فدرالية: نوريون وبريو وإليسيا. تتمحور اللعبة بشكل أساسي حول هذه الكواكب وثلاثة مواقع أخرى يمكن الوصول إليها بعد إكمال مهام معينة داخل اللعبة.

### الحبكة
دعا الأسطول الأدميرال كاستور داين، قائد أوليمبوس الرائد لاتحاد المجرات، إلى لقاء مع ساموس أران وثلاثة صائدي جوائز آخرين - رونداس وغور وجاندرايدا. يتلقى صائدو الجوائز أوامر بإزالة فيروس حاسوب من عدة أجهزة كمبيوتر عضوية عملاقة تسمى «وحدات أورورا» الموجودة في جميع أنحاء المجرة. ينتهي الاجتماع فجأة عندما يهاجم قراصنة الفضاء أسطول الاتحاد. يتم نشر ساموس وصائدي الجوائز الآخرين على كوكب نوريون، حيث يركز قراصنة الفضاء هجومًا على قاعدة الاتحاد. أثناء قمع الهجوم، تعلم ساموس أن نيزك فازون، المسمى، بذور ليفياثان، سيصطدم قريبًا بنوريون. تحاول ساموس وصيادي الجوائز الآخرين تنشيط أنظمة دفاع القاعدة، عندما تهاجمهم فجأة دارك ساموس. مع خروج صائدي الجوائز الآخرين، تتمكن ساموس المصابة بجروح خطيرة من تنشيط النظام في الوقت المناسب لتدمير بذور ليفياثان.
بعد شهر، تستيقظ ساموس على متن أوليمبوس، حيث تعلم أن هجمات دارك ساموس على فازون قد أفسدتها. يزود الاتحاد بدلة ساموس بجهاز تعزيز فازون الذي يمكّنها من تسخير طاقة فازون داخل نفسها. تعلم ساموس ان زملائها من صيادي المكافآت، فقدوا أثناء مهماتهم للتحقيق في العديد من الكواكب المضمنة مع بذور ليفياثان. يتم إرسال ساموس أولاً إلى كوكب بريو ثم إلى إليسيا لاحقًا لتحديد ما حدث للرفاق المفقودين. سرعان ما تكتشف أن كلا من الكواكب وسكانها يتلفون ببطء بسبب بذور ليفياثان وأنه يجب عليها تدمير البذور لعكس ذلك.
خلال مهمتها، التي أخذتها في النهاية إلى عالم قراصنة الفضاء، تمكنت من إيقاف هجوم قراصنة الفضاء بمساعدة قوات الاتحاد. بعد سرقة سفينة ليفياثان الحربية، استخدمتها ساموس وأسطول قوات الاتحاد لإنشاء ثقب دودي يؤدي إلى كوكب فايز، نقطة أصل فازون. تسافر ساموس إلى قلب الكوكب، حيث تهزم أخيرًا دارك ساموس ثم وحدة أورورا 313. ينجو أسطول الاتحاد من تدمير كوكب فايز، لكنه يفقد الاتصال مع ساموس في هذه العملية. تظهر ساموس في النهاية في طائرتها الحربية، وتذكر أن المهمة قد أنجزت قبل أن تطير في الفضاء.
عادت ساموس إلى إليسيا، حيث تحزن على فقدان زملائها من صائدي الجوائز. إذا أكمل اللاعب اللعبة مع جميع العناصر التي تم الحصول عليها، تُرى ساموس وهو تطير في الفضاء الفائق مع سفينة الفضاء سيلوكس التي تتبعها.

## الإطلاق
تم عرض اللعبة لأول مرة للجمهور في معرض الترفيه الإلكتروني 2005 في عرض ترويجي قصير معد مسبقًا. تم الإعلان عنها لاحقًا خلال مؤتمر نينتندو الصحفي في معرض الترفيه الإلكتروني 2006. كشفت نينتندو في مايو 2006 أن اللعبة ستصدر كلعبة إطلاق لوحدة تحكم وي، ولكن بعد بضعة أشهر تم تأجيلها إلى عام 2007. في أبريل 2007، صرح فلس إيمي في مقابلة أن اللعبة «لن يتم شحنها بحلول يونيو» وحدد موعد الإصدار في صيف 2007 على أقرب تقدير. في أواخر أبريل 2007، كشف محرر آي جي إن مات كازاماسينا أن اللعبة ستظهر بالتفصيل خلال شهر مايو من ذلك العام، وأن اللعبة ستصدر في 20 أغسطس 2007 في الولايات المتحدة. أعلنت شركة نينتندو الأمريكية في وقت لاحق أنها نقلت تاريخ الإصدار إلى 27 أغسطس 2007، لكن نينتندو أعلنت أخيرًا عن تاريخ 28 أغسطس 2007 للإطلاق في المتاجر. تم إصدار اللعبة لاحقًا في أوروبا في 26 أكتوبر 2007، وفي اليابان في 6 مارس 2008.

## الإستقبال
| مراجعات اللعبة |                    |
| --- | ------------------ |
| مجموع النقاط المجموع نقاط ميتاكريتيك 90/100 (62 مراجعة) نتائج المراجعة نشرة نقاط 1أب.كوم A إلكترونك غيمينغ مونثلي 26/30 فاميتسو 31/40 غيم سبوت 8.5/10 غيم تريلرز 9.6/10 آي جي إن 9.5/10 نينتندو باور 10/10 [ 19 ] إكس-بلاي |                    |
| مجموع النقاط |                    |
| المجموع | نقاط               |
| ميتاكريتيك | 90/100 (62 مراجعة) |
| نتائج المراجعة |                    |
| نشرة | نقاط               |
| 1أب.كوم | A                  |
| إلكترونك غيمينغ مونثلي | 26/30              |
| فاميتسو | 31/40              |
| غيم سبوت | 8.5/10             |
| غيم تريلرز | 9.6/10             |
| آي جي إن | 9.5/10             |
| نينتندو باور | 10/10              |
| إكس-بلاي | 4/5 stars          |

تلقت اللعبة اشادة من النقاد. علقت مجلة نينتندو باور قائلة: «المرئيات المذهلة وطريقة اللعب الغامرة للنهاية النهائية لسلسلة برايم تثبت أن وي جاهزة للاعبين الرئيسيين.» منحت آي جي إن اللعبة جائزة إختيار المحررين، ولاحظت أن اللعبة صممت بشكل جميل وأفضل لعبة ملائمة لوي. كما أشادوا بإدراج التمثيل الصوتي «الجيد»، على عكس عدم وجود أي تمثيل صوتي في معظم ألعاب نينتندو الأخرى. على الرغم من التصريح بأن اللعبة كانت مشابهً جدًا لسابقاتها، خلصت المراجعة إلى أنها كانت أفضل لعبة في ثلاثية برايم. قالت آي جي إن أيضًا إنها تستحق نفس النتيجة مثل اللعبة الأصلية (9.8)، لولا السبب السابق ذكره. زعم برنامج إكس-بلاي أن اللعبة كانت ممتعة، ولكن كان لديها عدد قليل من آليات التحكم وكان من الصعب قليلاً التحكم فيها على وي.
أشاد شين ساترفيلد من غيم تريلرز بالطبيعة الأكثر سهولة في الاستخدام والمليئة بالإثارة للعبة مقارنةً بالجزئين السابقين. أشاد ساترفيلد أيضًا بعناصر التحكم الفائقة الحساسة للحركة، قائلاً: "بعد لعب مترويد 3، لن ترغب أبدًا في إطلاق النار بعناصر تحكم تناظرية مزدوجة مرة أخرى، إنه أمر جيد." وأضاف كذلك أن هذه العناصر تجعل اللعبة أفضل بكثير من النسخة الأصلية الأصلي". كان موقع 1أب.كوم متحمسًا لنظام التحكم الجديد وقال إن الرسومات كانت "من أفضل الصور المرئية في الألعاب خلال هذه الفترة". منحت إلكترونك غيمينغ مونثلي اللعبة جائزة فضية ووصفتها بأنها واحدة من ألعاب الشهر.[بحاجة لمصدر] ذكرد موقع غيم سبوت أن اللعبة تحتوي على ألغاز ممتعة، ومعارك جيدة، وأجواء حماسية، ولعب سلس. وأوضح أيضًا أن اللعبة كانت أشبه بلعبة فيديو إطلاق نار تقليدية أكثر من كونها لعبة إطلاق نار للمغامرة.
أعطي موقع غيمز رادار لعبة مترويد 3 المرتبة العاشرة كأفضل لعبة وي على الإطلاق في قائمة بها 25 لعبة، مشيراً إلى أن "مترويد برايم 3 هي الإنجاز النهائي للسلسلة. وقد تم تعديل صيغتها، التي تكررت عدة مرات في اللعبة ووصلت إلى أفضل نقطة لها، مع بعض من أفضل تقنيات إطلاق نيران على النظام. في جوائز آي جي إن للأفضل في 2007، حصلت اللعبة على جوائز أفضل لعبة مغامرة علي وي، أفضل تصميم فني، وأفضل لعبة مغامرات شاملة. صنفتها غيم سباي على أنها ثاني أفضل لعبة وي لهذا العام، خلف سوبر ماريو غالاكسي، وكرمتها كأفضل ابتكار على وي. صنف موقع ماي وي الأسترالي اللعبة على أنها ثاني أفضل لعبة وي متوفرة حاليًا، خلف سوبر ماريو غالاكسي. على الرغم من إصدارها في 27 أغسطس، إلا أن اللعبة كانت خامس أكثر الألعاب مبيعًا في الشهر، حيث تم بيع 218.100 نسخة. كما ظهرت لأول مرة في المركز الخامس في قائمة أعلي المبيعات اليابانية، مع 34000 وحدة في الأسبوع الأول من الإصدار. تم بيع أكثر من مليون نسخة من اللعبة في عام 2007، واعتبارًا من مارس 2008، تم بيع 1.31 مليون نسخة من اللعبة في جميع أنحاء العالم.